# Cyclamor

Exemple de blason utilisant ce meuble héraldique : D'argent au cyclamor de gueules (armes de la famille Barbaro).

Un cyclamor, aussi appelé « orle rond », est en héraldique un grand anneau central dans un blason.
Il diffère peu du « sicamor » qui, lui, est lié en chef.